# Subsecretaría de Agricultura, Pesca y Alimentación
La Subsecretaría de Agricultura, Pesca y Alimentación de España es la Subsecretaría del Ministerio de Agricultura, Pesca y Alimentación. Como tal, asiste al ministro en las funciones de control de la actividad del Departamento, realizando aquellas que permitan evaluar el funcionamiento, la eficacia y el rendimiento del personal y de los servicios del Ministerio, así como el seguimiento de la contratación de obra pública de competencia del Departamento en sus aspectos técnico, funcional y administrativo. También asiste al Ministro en la preparación de las conferencias sectoriales relacionadas con las competencias propias del Departamento.
Igualmente, coordina los órganos de carácter general del Departamento, es decir, aquellos que gestionan áreas comunes como el asesoramiento legal y técnico, la gestión económico-presupuestaria, recursos humanos, inspección de servicios y tecnologías de la información y la comunicación.

## Historia
La Subsecretaría del Ministerio de Agricultura fue creada por primera vez por Decreto de 12 de junio de 1933, al crearse un departamento exclusivamente para las competencias en agricultura. El primer subsecretario fue Santiago Valiente Oroquieta, nombrado el 24 de diciembre. Desde entonces, ha existido de forma ininterrumpida.
En toda su historia, éstas han sido sus denominaciones:
- Subsecretaría de Agricultura (1933-1981)
- Subsecretaría de Agricultura y Pesca (1981)
- Subsecretaría de Agricultura, Pesca y Alimentación (1981-2008; 2018-presente)
- Subsecretaría de Medio Ambiente, y Medio Rural y Marino (2008-2011)
- Subsecretaría de Agricultura, Alimentación y Medio Ambiente (2011-2016)
- Subsecretaría de Agricultura y Pesca, Alimentación y Medio Ambiente (2016-2018)

## Estructura
De la Subsecretaría dependen los siguientes órganos, a través de los cuales ejerce más funciones:
- La Secretaría General Técnica.
- La Dirección General de Servicios e Inspección.
- El Gabinete Técnico, como órgano de apoyo y asistencia inmediata al Subsecretario.
- La Subdirección General de Análisis, Coordinación y Estadística, a la que le corresponde dar asesoramiento sobre medidas fiscales que repercutan en las responsabilidades del Departamento, así como sobre los asuntos que se sometan a la Comisión Delegada del Gobierno para Asuntos Económicos; dirigir la Comisión Permanente de Adversidades Climáticas y Medioambientales, y realizar todo tipo de análisis y estadísitcas en el ámbito de sus competencias, así como coordinar al resto de órganos del Departamento con competencias en estadística.
- La Subdirección General de Relaciones Internacionales y Asuntos Comunitarios, a la que le compete todo lo concerniente a procedimientos relacionados con la aplicación de la normativa de la Unión Europea, así como el seguimiento de su transposición al derecho interno; la asistencia a los órganos del Ministerio en materia de relaciones internacionales y acción exterior; y la coordinación en materia de participación y seguimiento de iniciativas de carácter internacional.

### Organismos y otras unidades adscritas
- La Entidad Estatal de Seguros Agrarios (ENESA).
- La Intervención Delegada en el Ministerio.
- La Abogacía del Estado del Ministerio.

Las Consejerías y Agregadurías de Agricultura, Pesca y Alimentación dependen orgánica y funcionalmente de la Subsecretaría a través de la Subdirección General de Relaciones Internacionales y Asuntos Comunitarios, manteniendo, en todo caso, una dependencia jerárquica del embajador.
Asimismo, a la Subsecretaría le corresponde la tutela funcional de las sociedades Tragsa y Saeca, y la coordinación de las relaciones institucionales y la actuación del Departamento en relación con estas en tanto que Ministerio de tutela.

## Presupuesto
La Subsecretaría del Ministerio de Agricultura, Pesca y Alimentación tiene un presupuesto asignado de 452 193 900 € para el año 2023. De acuerdo con los Presupuestos Generales del Estado para 2023, la Subsecretaría participa en dos  programas:
| Nº Programa                           | Programa | Dotación      | Ref.  |
| ------------------------------------- | --- | ------------- | ----- |
| 411M                                  | Dirección y Servicios Generales de Agricultura, Pesca y Alimentación                                                            | 107 086 270 € | [ 4 ] |
| 411M                                  | Dirección y Servicios Generales de Agricultura, Pesca y Alimentación a través de la Secretaría General Técnica                  | 3 424 390 €   | [ 4 ] |
| 411M                                  | Dirección y Servicios Generales de Agricultura, Pesca y Alimentación a través de la Dirección General de Servicios e Inspección | 18 708 940 €  | [ 4 ] |
| 416A                                  | Previsión de riesgos en las producciones agrarias y pesqueras                                                                   | 1 500 €       | [ 5 ] |
| 416A                                  | Previsión de riesgos en las producciones agrarias y pesqueras a través de la Entidad Estatal de Seguros Agrarios                | 322 972 800 € | [ 5 ] |
| Total presupuesto de la Subsecretaría | Total presupuesto de la Subsecretaría                                                                                           | 452 193 900 € |       |

## Lista de subsecretarios

### Segunda república
- Darío Marcos Cano (26 de mayo de 1933-15 de septiembre de 1933)[6][7]
- José Moreno Galvache (15 de septiembre de 1933-13 de octubre de 1933)[7][8]
- José María Álvarez Mendizábal y Bonilla (13 de octubre de 1933-14 de octubre de 1934)[8]
- Miguel Cortari Herrera (14 de octubre de 1934-5 de abril de 1935)[9]
- Antonio Ballester Liambias (5 de abril de 1935-12 de mayo de 1935)[10]
- José Romero Radigales (12 de mayo de 1935-19 de diciembre de 1935)[11][12]
- José María Álvarez Mendizábal y Bonilla (diciembre de 1935-1 de enero de 1936)[13]
- Antonio Ballester Llambías (1 de enero de 1936-26 de febrero de 1936)[13][14]
- Leonardo Martín Echeverría (26 de febrero de 1936-7 de septiembre de 1936)[14][15]
- Adolfo Vázquez Humasqué (7 de septiembre de 1936-7 de mayo de 1939)[15][16]

### Dictadura de Francisco Franco
- Dionisio Martín Sanz (5 de febrero de 1938-22 de septiembre de 1939)[17][18]
- Ángel Zorrilla Dorronsoro (22 de septiembre de 1939-25 de febrero de 1940)[18]
- Lorenzo Justiniano Casado García (25 de febrero de 1940-15 de mayo de 1941)[19][20]
- Pedro Eduardo Gordon y de Arístegui (15 de mayo de 1941-1 de junio de 1941)[20][21]
- Antonio Rodríguez Jimeno (1 de junio de 1941-25 de febrero de 1942)[21]
- Carlos Rein Segura (27 de febrero de 1942-28 de julio de 1945)[22]
- Emilio Lamo de Espinosa y Enríquez de Navarra (29 de julio de 1945-11 de octubre de 1951)[23]
- Alfredo Cejudo Lletget (11 de octubre de 1951-3 de marzo de 1957)[24]
- Santiago Pardo Canalis (3 de marzo de 1957-22 de julio de 1965)[25]
- Fernando Hernández Gil (22 de julio de 1965-8 de noviembre de 1969)[26]
- Luis García de Oteyza ( de noviembre de 1969-6 de noviembre de 1971)[27]
- Virgilio Oñate Gil (6 de noviembre de 1971-1 de abril de 1974)[28]
- José García Gutiérrez (1 de abril de 1974-20 de diciembre de 1975)[29]

### Transición a la democracia
- Andrés Reguera Guajardo (20 de diciembre de 1975-17 de julio de 1976)[30]
- Jaime Lamo de Espinosa (17 de julio de 1976-13 de julio de 1977)[31]
- José María Álvarez del Manzano (13 de julio de 1977-3 de marzo de 1978)[32]
- José María Martín Oviedo (3 de marzo de 1978-30 de abril de 1979)[33]

### Constitución de 1978
- Luis Mardones Sevilla (30 de abril de 1979-6 de octubre de 1980)[34]
- José Luis García Ferrero (6 de octubre de 1980-4 de septiembre de 1982)[35]
- Antonio Botella García (4 de septiembre de 1982-8 de diciembre de 1982)[36]
- José Francisco Peña Díez (8 de diciembre de 1982-28 de febrero de 1987)[37]
- Julián Arévalo Arias (28 de febrero de 1987-13 de abril de 1991)[38]
- Juan Antonio Blanco-Magadán y Amutio (13 de abril de 1991-24 de julio de 1993)[39]
- Mariano Casado González (24 de julio de 1993-28 de mayo de 1994)[40]
- Santos Castro Fernández (28 de mayo de 1994-18 de mayo de 1996)[41]
- Nicolás López de Coca Fernández-Valencia (18 de mayo de 1996-27 de septiembre de 1997)[42]
- Manuel Lamela Fernández (27 de septiembre de 1997-11 de enero de 2003)[43]
- Manuel Esteban Pacheco Manchado (11 de enero de 2003-20 de abril de 2004)[44]
- Santiago Menéndez de Luarca y Navia-Osorio (20 de abril de 2004-16 de abril de 2008)[45]
- Santiago Menéndez de Luarca Navia-Osorio (16 de abril de 2008-30 de octubre de 2010)[46]
- María Felicidad Montero Pleite (30 de octubre de 2010-31 de diciembre de 2011)[47]
- Jaime Haddad Sánchez de Cueto (31 de diciembre de 2011-19 de junio de 2018)[48]
- María Dolores Ocaña Madrid (19 de junio de 2018-18 de enero de 2020)[49]
- Luis Álvarez-Ossorio Álvarez (18 de enero de 2020-3 de noviembre de 2021)[50]
- Ernesto Abati García-Manso (3 de noviembre de 2021-presente)[51]